# Vento di Sicilia
Vento di Sicilia (Sins Expiation) è un film del 2012 diretto da Carlo Fusco. 
Il film ha come protagonisti Danny Glover, John Savage, Mario Pupella e Giovanni Martorana. Il film sarebbe dovuto uscire con un altro nome: Vespro d'un rinnegato.

## Trama
Davide Spicuzza, un uomo cieco sulla cinquantina, è combattuto tra il desiderio di condurre una vita normale e la realtà che lo lega al mondo della mafia. Per chiudere definitivamente i ponti con la criminalità organizzata, parte da Roma per rientrare in Sicilia e durante il viaggio in treno incontra padre Leonard, un parroco sudafricano, con il quale scopre di avere molto in comune, il prelato prima di prendere i voti è stato un gangster di San Francisco. Intenzionati a cambiar vita e in cerca di serenità sono anche Don Mancino, un boss italo-americano ritornato ad Agrigento, e una donna che per vendetta ha cambiato identità.

## Produzione
Il film, scritto da Christian Jaqen Repici, è stato diretto dal giovane regista italiano Carlo Fusco. Realizzato per il mercato estero con una co-produzione italo-americana (Sc My Country Production, Wind of Corleone Film); fra i finanziatori del film l'imprenditore lucano Adriano Pecchia.

### Riprese
Il film è stato girato in Sicilia a Palermo e in provincia, nello specifico a Montelepre, Carini, Capaci, Isola delle Femmine; altre riprese hanno interessato il territorio di Riposto, in provincia di Catania, nonché Agrigento, Favara, Corleone, Gela ed infine Roma.

## Distribuzione
Distribuito direttamente a noleggio per l'home video il 26 gennaio 2014 da ITN Distribution all world. In Italia dalla Eagle Pictures.

## Accoglienza
Il film è stato accolto molto negativamente dalla critica cinematografica, su Rotten Tomatoes, il film ha una percentuale dello 0% di gradimento, su IMDb il film ottiene 2.4 su 10.